# Mesodorylaimus deuberti
Mesodorylaimus deuberti is een rondwormensoort. De wetenschappelijke naam van de soort is voor het eerst geldig gepubliceerd in 1958 door Andrássy.